# Neuenmarkt
Neuenmarkt là một đô thị thuộc huyện Kulmbach bang Bayern nước Đức

## Các khu vực dân cư
Neuenmarkt is arranged in the following boroughs:
| - Brandhaus - Eichmühle - Hegnabrunn - Lettenhof - Neuenmarkt - Oberlangenroth | - Raasen - Reutlashof - Schlömen - See - Unterlangenroth |